# Mohammad Khatami
 Mohammad Khatami (persiska: سید محمد خاتمی), född 29 september 1943 i Ardakan, provinsen Yazd, är en iransk politiker, hojatoleslam och islamist som var Irans president från 2 augusti 1997 till 3 augusti 2005.
Han vann valet överraskande efter att tidigare ha avstängts som utbildningsminister efter att ha mött kritik från konservativt håll för att ha varit för liberal. Khatami vann valet på löften om förbättrade relationer med omvärlden och i synnerhet med väst, samt ett mer öppet och tolerant samhälle. Som president genomförde han stora delar av sitt program och omvaldes med stor majoritet 2001 men tvingades dra sig tillbaka 2005 efter två tjänade perioder för den starkt nykonservative Mahmoud Ahmadinejad.
Khatami anses vara en mycket karismatisk politiker som genom moderata reformer förmått skaffa sig stöd för sin politik och respekt även från landets revolutionära och ortodoxa ledarskap till den mån att det konservativa Väktarrådet, som beslutar vilka kandidater som får ställa upp i valen, möjliggjorde hans reformer genom att inte sett honom som ett direkt hot mot revolutionens ideal. Bland sina väljare, särskilt bland de unga och även i västliga liberala kretsar vann han bred popularitet men förmådde inte bemästra den allt svårare ekonomiska situationen mot slutet av sin regering, vilket till stor del bidrog till Ahmadinejad och det extremt konservativa och populistiska Abadgarans valseger.

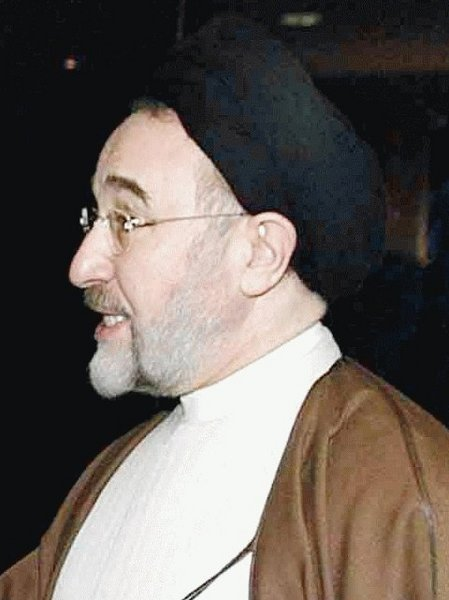
Mohammad Khatami
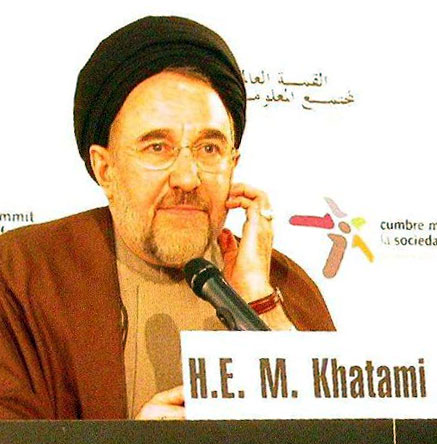
Mohammad Khatami